# Setge de Tortosa (1648)
El setge de Tortosa de 1648 fou un dels episodis de la Guerra dels Segadors.

## Antecedents
Poc després de la revolta que va suposar el Corpus de Sang, l'exèrcit de Felip IV de Castella va ocupar Tortosa i Tarragona, i el 17 de gener de 1641, davant l'alarmant penetració de l'exèrcit castellà, Pau Claris al capdavant de la Generalitat de Catalunya, proclamà la República Catalana acordant una aliança política i militar amb França, posant Catalunya sota l'obediència de Lluís XIII de França. Pocs dies després, amb l'ajuda de l'exèrcit francès, la Generalitat obtingué una important victòria militar en la batalla de Montjuïc del 26 de gener de 1641, i les tropes castellanes es retiraven a Tarragona, on foren assetjades fins que els espanyols van bastir un estol que va aconseguir lliurar provisions a la ciutat i fer fugir l'estol francès al Rosselló.
El 1642, després de fracassar en els intents d'enviar-hi reforços, donen per perdut el Rosselló, i retiren els terços que estaven a Roses amb un estol de 78 naus, de manera que el Rosselló va caure completament en mans francocatalanes, i els objectius de Richelieu i Lluís XIII de França de controlar els comtats nordcatalans quedaven satisfets, i es van donar per acabades les operacions principals.
A més, el 4 de desembre de 1642, moriria Richelieu, i el 14 de maig de 1643, Lluís XIII, a qui va succeir el seu fill Lluís XIV, començant una època de molta agitació a França que va permetre als espanyols recuperar progressivament territori al Principat.
Caiguda Lleida en mans castellanes, Philippe de La Mothe-Houdancourt va atacar Tarragona amb tropes catalanes i franceses, que van atacar el moll entre el 23 i el 28 d'agost de 1644, sent rebutjats pels espanyols que capturaven a més Balaguer el setembre i Agramunt l'octubre. Això va provocar la substitució de De La Mothe per Henri Harcourt de Lorena després del seu fracàs en intentar recuperar Tarragona. Harcourt de Lorena va atacar les terres de ponent i recuperant Camarasa i Balaguer però tant ell com el seu successor Lluís de Borbó-Condé fracassant en els intents de recuperar Lleida.

## El setge
El mes de juny de 1648 els francesos es van dirigir a Tortosa. L'exèrcit es componia de 7.000 homes repartits en 14 regiments (regiments francesos de Champagne, Sainte Mesme, Monpouillan, Monpeiroux, Lorraine, Gesvres, Guyenne, de la Marine, Mirepoix, Monpezat, els suïssos de Lochmann i Reynold i els catalans) i 3.000 cavallers dividits en 14 regiments de cavalleria lleugera i 6 companyies soltes (regiments Condé, Mazarin, Crequy, de la Motte, Gesvres, Sainte Cécile, Marsin, Baltazar, Baró d'Alais, Coeuvres, Merinville, Schack (Weymarià) i els catalans, amb les companyies de Gendarmes du Cardinal Sainte Cécile, Chevaux-légers du Cardinal Sainte Cécile, Chevaux-légers del Maréchal de Schomberg, la de Louis-Charles de Nogaret de Foix duc de Candale, franca del Maréchal de Schomberg, gardes del Maréchal de Schomberg), i hi eren presents el Regiment d'infanteria Mostarós i el Regiment d'infanteria Tort, comandats respectivament per Josep Tort i Francesc Mostarós, i la cavalleria lleugera del Regiment de cavalleria d'Ardena i el Regiment de cavalleria Aguilar, comandats per Josep d'Ardena i Josep Margarit i de Biure respectivament.
Les forces espanyoles es componien de les onze companyies de milícia de la ciutat de Tortosa, 300 pagesos formats en 5 companyies que es trobaven dins la ciutat quan s'inicià el setge. També hi havia companyies desmuntades de cavalleria castellana i d'altres d'infanteria.
Van atacar les muralles de la ciutat amb artilleria (una vintena de canons) durant set dies fins que van fer un forat a la muralla. Finalment, el 12 de juliol de 1648 quan la bretxa encara no es creia practicable, tropes franceses es van introduir a la ciutat. L'aproximació la feren lentament doncs la bretxa observada es pensaven que era un parany de la guarnició. Un cop a dins la plaça, les tropes castellanes no pensaren a resistir i es varen acollir al castell. La població anà a refugiar-se a les esglésies. El general Marchin va prohibir el saqueig, però aleshores es produí l'explosió de l'edifici on hi havia el polvorí en què moriren 200 francesos. Marchin va aprovar el saqueig tot dient "Traïció! No hi ha pactes!" i la soldadesca es desbandà. La majoria dels convents i esglésies foren saquejades i tota la població on no es respectaren les dones, religioses o no, amb ben poques excepcions.
L'endemà la guarnició del castell es rendí amb el pacte que se'n respectés la vida, però era internada a França. El regiment d'infanteria de Sainte-Mesme quedava designat com a guarnició de la plaça.
En definitiva el setge costà als francesos uns 400 homes i fou la darrera de les seves conquestes a Catalunya fins al 1653. En efecte a partir d'agost de 1648 començaren les revoltes de la Fronde a França i les tropes no rebien cap paga.

## Conseqüències

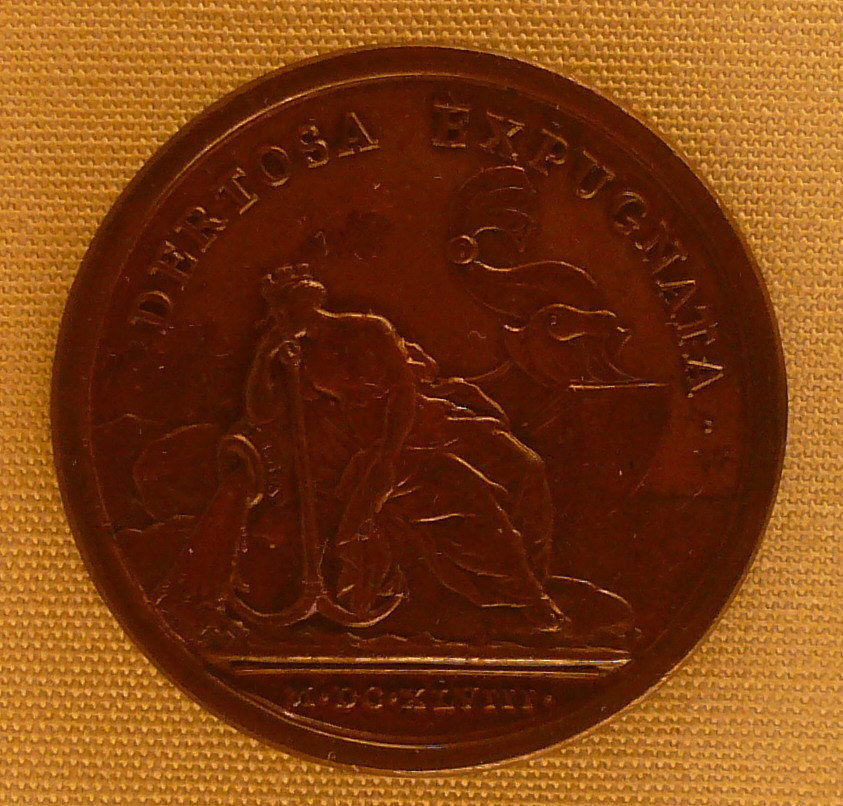
Medalla commemorativa de la presa de Tortosa

La conquesta de Tortosa seria la darrera iniciativa ofensiva de l'exèrcit francès, car la situació política al Regne de França que va conduir a la guerra de la Fronda entre la corona i la noblesa, va requerir tots els esforços militars i la major part de la cavalleria i una part de la infanteria es va retirar. L'exèrcit castellà va recuperar la iniciativa i la prendre de nou la ciutat el 1650.